# Grandville (conseil législatif)
Ne doit pas être confondu avec Grandville (division sénatoriale canadienne).
Pour les articles homonymes, voir Grandville (homonymie).
Division du Conseil législatif du Québec
Grandville est une division du Conseil législatif du Québec ayant existé de 1867 à 1968. Elle est abolie en même temps que le Conseil lui-même.

## Liste des conseillers
| Années | Années      | Conseiller législatif     | Parti        |
| ------ | ----------- | ------------------------- | ------------ |
|        | 1867 - 1892 | Élisée Dionne             | Conservateur |
|        | 1892 - 1913 | Thomas-Philippe Pelletier | Conservateur |
|        | 1914 - 1939 | John Hall Kelly           | Libéral      |
|        | 1940 - 1968 | François-Philippe Brais   | Libéral      |